# Eupelmus lamachus
Eupelmus lamachus är en stekelart som beskrevs av Walker 1847. Eupelmus lamachus ingår i släktet Eupelmus och familjen hoppglanssteklar. Inga underarter finns listade i Catalogue of Life.